# The Fabric Workshop and Museum

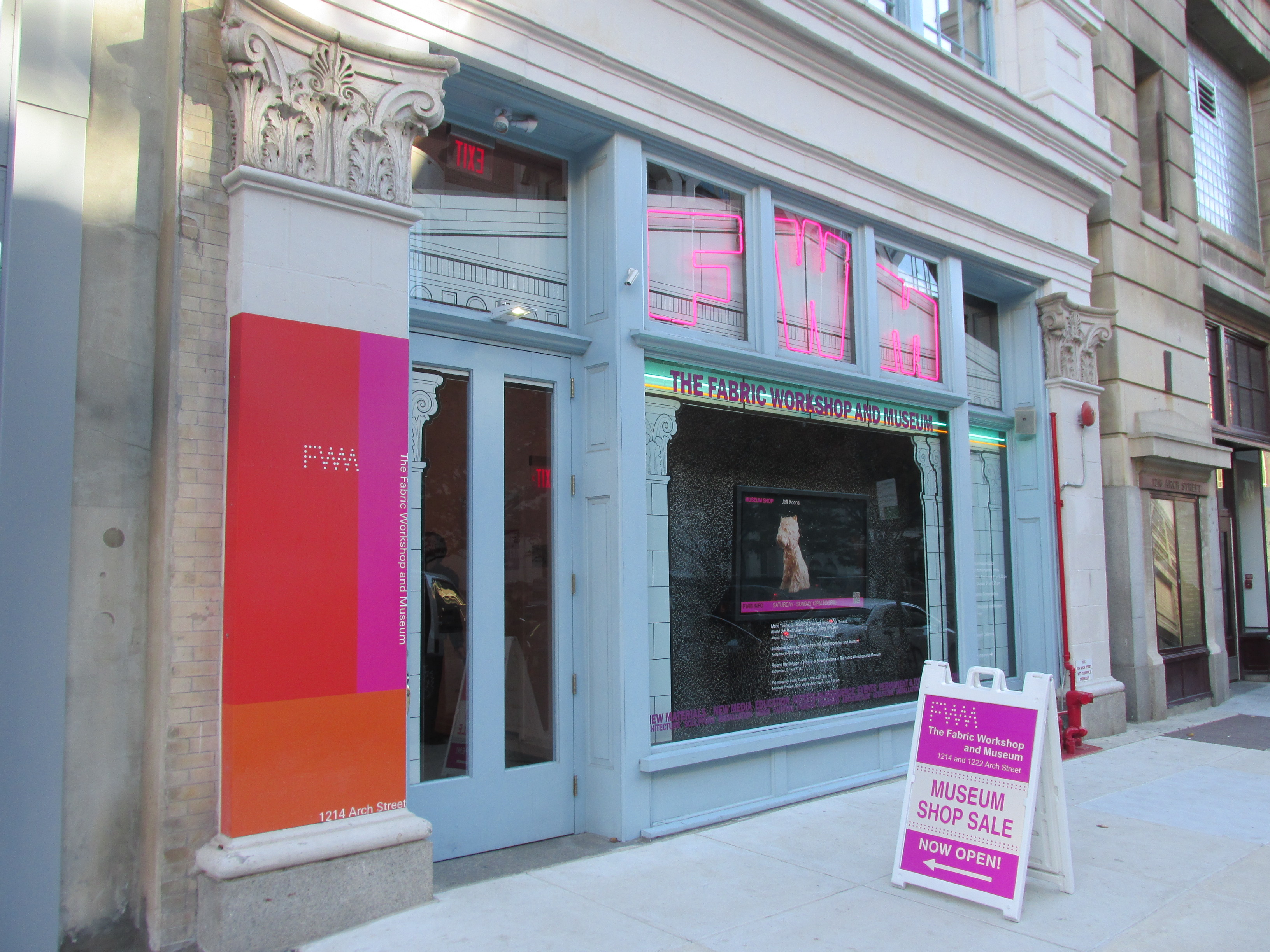
The Fabric Workshop and Museum

The Fabric Workshop and Museum (littéralement Musée de l'atelier) est une association à but non lucratif basée à Philadelphie, en Pennsylvanie. Elle a pour vocation de favoriser la création d’œuvres d'art avec des matériaux et des moyens modernes, en collaboration avec des artistes reconnus au niveau national ou international.
Fondée en 1977, l’association propose un programme permettant aux artistes de rester sur place (Artist-in-Residence Program), une vaste collection d’œuvres créées par les artistes en collaboration avec l’atelier, des expositions en intérieur comme dans d’autres musées, et un programme exhaustif d’enseignement incluant des conférences (lectures), des excursions, ainsi que des cours aux étudiants. 